# Jimmy Recca
Jimmy Recca (n. 1953) este un muzician american, cel mai cunoscut ca fost basist în trupa The Stooges de la începutul lui 1971 și până la prima destrămare a formației, pe 9 iulie 1971. 